# Liste der Auslandsvertretungen Bosnien und Herzegowinas

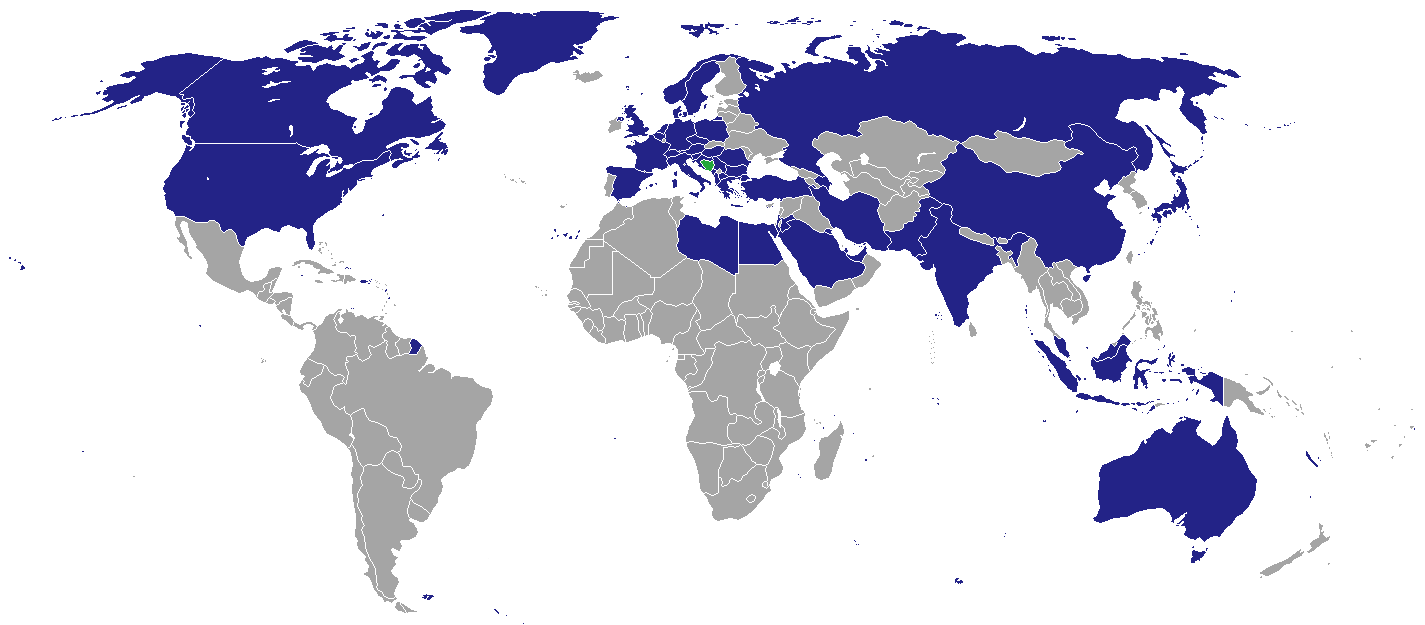
Standorte der diplomatischen Vertretungen Bosnien und Herzegowinas

Dies ist eine Liste der diplomatischen Vertretungen Bosnien und Herzegowinas.

## Diplomatische Vertretungen

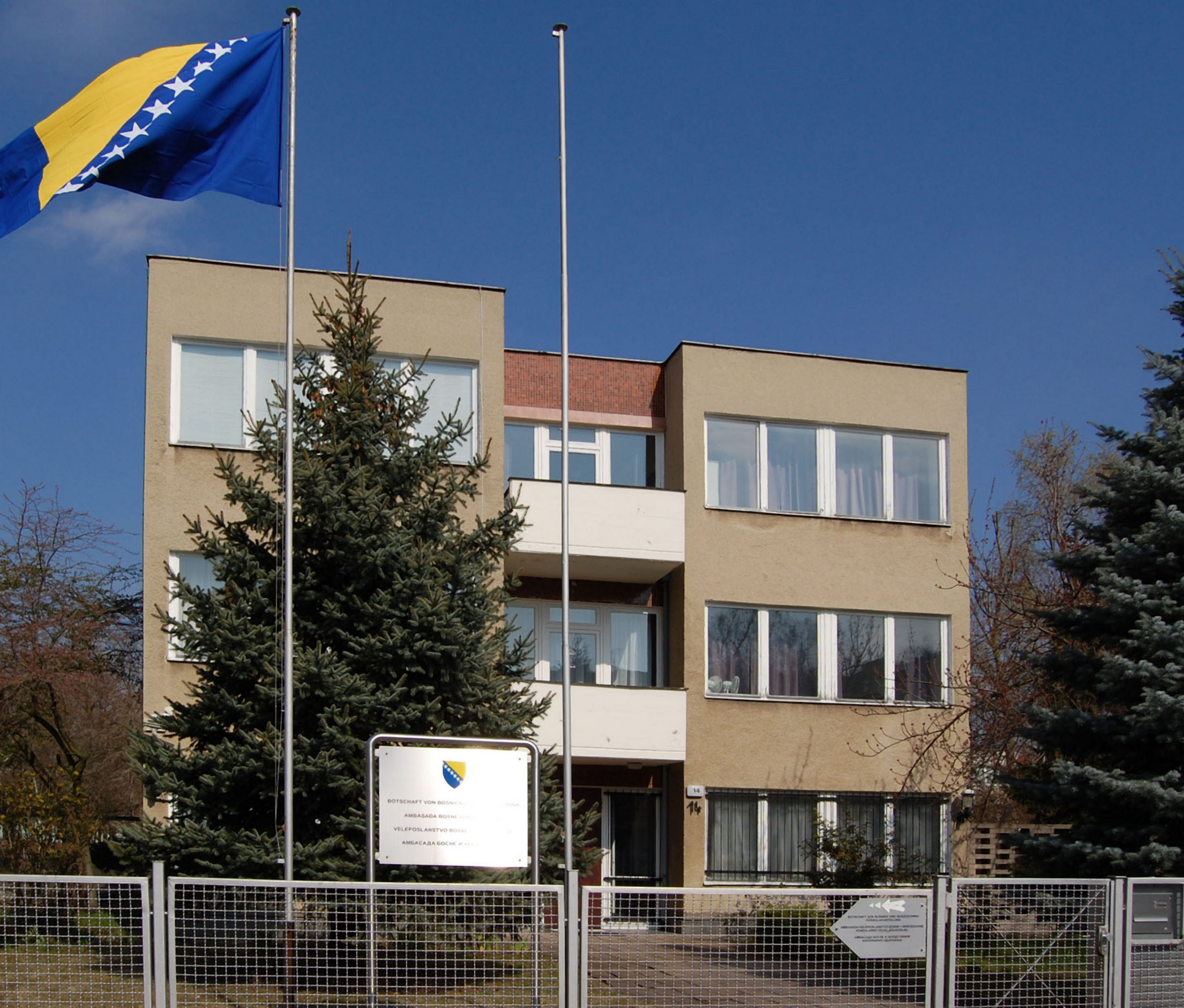
Botschaft Bosnien und Herzegowinas in Berlin

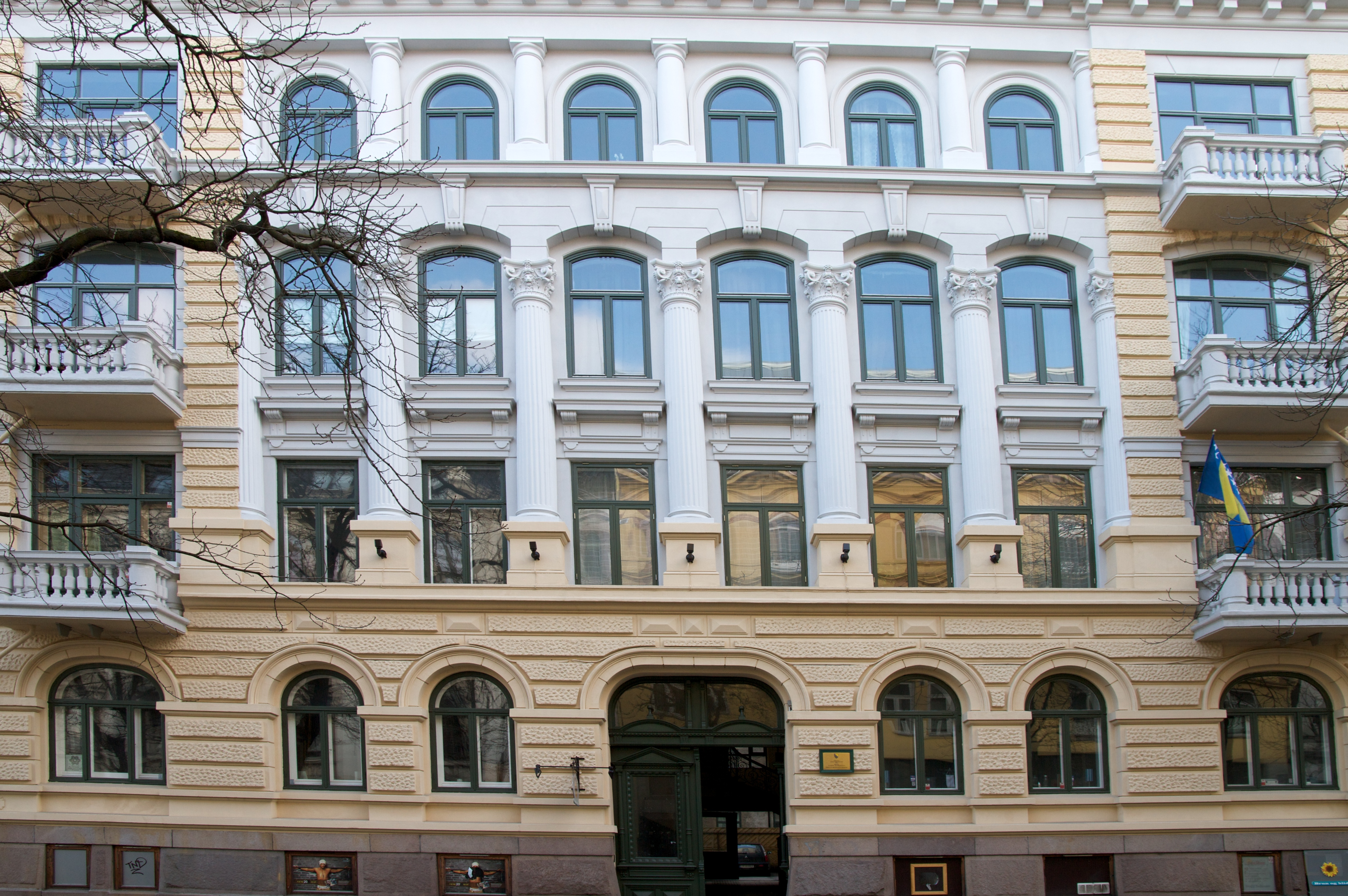
Botschaft Bosnien und Herzegowinas in Oslo

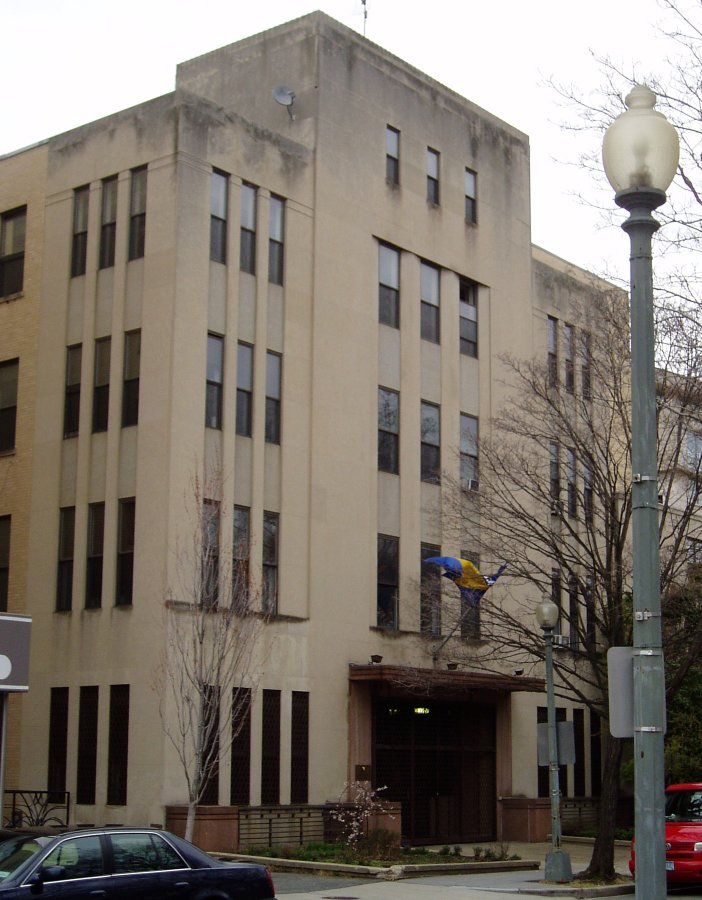
Botschaft Bosnien und Herzegowinas in Washington, D.C.

### Afrika
- Ägypten: Kairo, Botschaft
- Libyen: Tripolis, Botschaft

### Asien
| - Volksrepublik China: Peking, Botschaft - Indien: Neu-Delhi, Botschaft - Indonesien: Jakarta, Botschaft - Iran: Teheran, Botschaft - Israel: Tel Aviv, Botschaft - Japan: Tokyo, Botschaft - Jordanien: Amman, Botschaft | - Katar: Doha, Botschaft - Kuwait: Kuwait, Botschaft - Malaysia: Kuala Lumpur, Botschaft - Pakistan: Islamabad, Botschaft - Saudi-Arabien: Riad, Botschaft - Vereinigte Arabische Emirate: Abu Dhabi, Botschaft |

### Australien und Ozeanien
- Australien: Canberra, Botschaft

### Europa
| - Belgien: Brüssel, Botschaft - Bulgarien: Sofia, Botschaft - Dänemark: Kopenhagen, Botschaft - Deutschland: Berlin, Botschaft - Deutschland: Frankfurt, Generalkonsulat - Deutschland: München, Generalkonsulat - Deutschland: Stuttgart, Generalkonsulat - Frankreich: Paris, Botschaft - Griechenland: Athen, Botschaft - Italien: Rom, Botschaft - Italien: Mailand, Generalkonsulat - Kroatien: Zagreb, Botschaft - Nordmazedonien: Skopje, Botschaft - Montenegro: Podgorica, Botschaft - Niederlande: Den Haag, Botschaft - Norwegen: Oslo, Botschaft | - Österreich: Wien, Botschaft - Polen: Warschau, Botschaft - Rumänien: Bukarest, Botschaft - Russland: Moskau, Botschaft - Schweden: Stockholm, Botschaft - Schweiz: Bern, Botschaft - Serbien: Belgrad, Botschaft - Slowenien: Ljubljana, Botschaft - Spanien: Madrid, Botschaft - Tschechien: Prag, Botschaft - Türkei: Ankara, Botschaft - Türkei: Istanbul, Generalkonsulat - Türkei: Izmir, Konsulat - Ungarn: Budapest, Botschaft - Vereinigtes Königreich: London, Botschaft |

### Nordamerika
- Kanada: Ottawa, Botschaft
- Vereinigte Staaten: Washington, D.C., Botschaft
- Vereinigte Staaten: Chicago, Generalkonsulat

## Vertretungen bei internationalen Organisationen
- Europäische Union: Brüssel, Mission
- Europarat: Straßburg, Mission
- NATO: Brüssel, Mission
- Vereinte Nationen: New York, Mission
- Vereinte Nationen: Genf, Mission
- Organisation für Sicherheit und Zusammenarbeit in Europa (OSZE): Wien, Mission
- Heiliger Stuhl: Vatikanstadt, Botschaft